# 克勒約赫山
47°19′08″N 11°46′15″E / 47.31889°N 11.77083°E

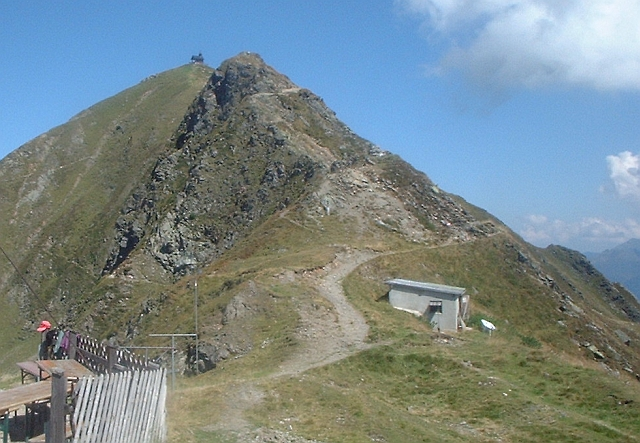

克勒約赫山（德語：Kellerjoch），是奥地利的山峰，位於該國西部，由蒂羅爾州負責管轄，屬於圖克斯阿爾卑斯山脈的一部分，海拔高度2,344米，每年平均降雨量1,806毫米。